# Remklep
Een remklep of luchtrem (Engels: speedbrake of air brake) is een onderdeel dat bedoeld is om de luchtweerstand van een object te vergroten.
De remklep wordt gebruikt om een vliegtuig of het gevlucht van een windmolen af te remmen. Remkleppen zorgen in normale vlucht niet voor toegevoegde luchtweerstand, maar om af te remmen kunnen ze uitgeklapt worden. Remkleppen bij vliegtuigen worden over het algemeen gebruikt tijdens de landing en duikvluchten. Ze zijn er in verschillende soorten en maten, hieronder staan een aantal voorbeelden. In veel vliegtuigen worden remkleppen gecombineerd met spoilers.

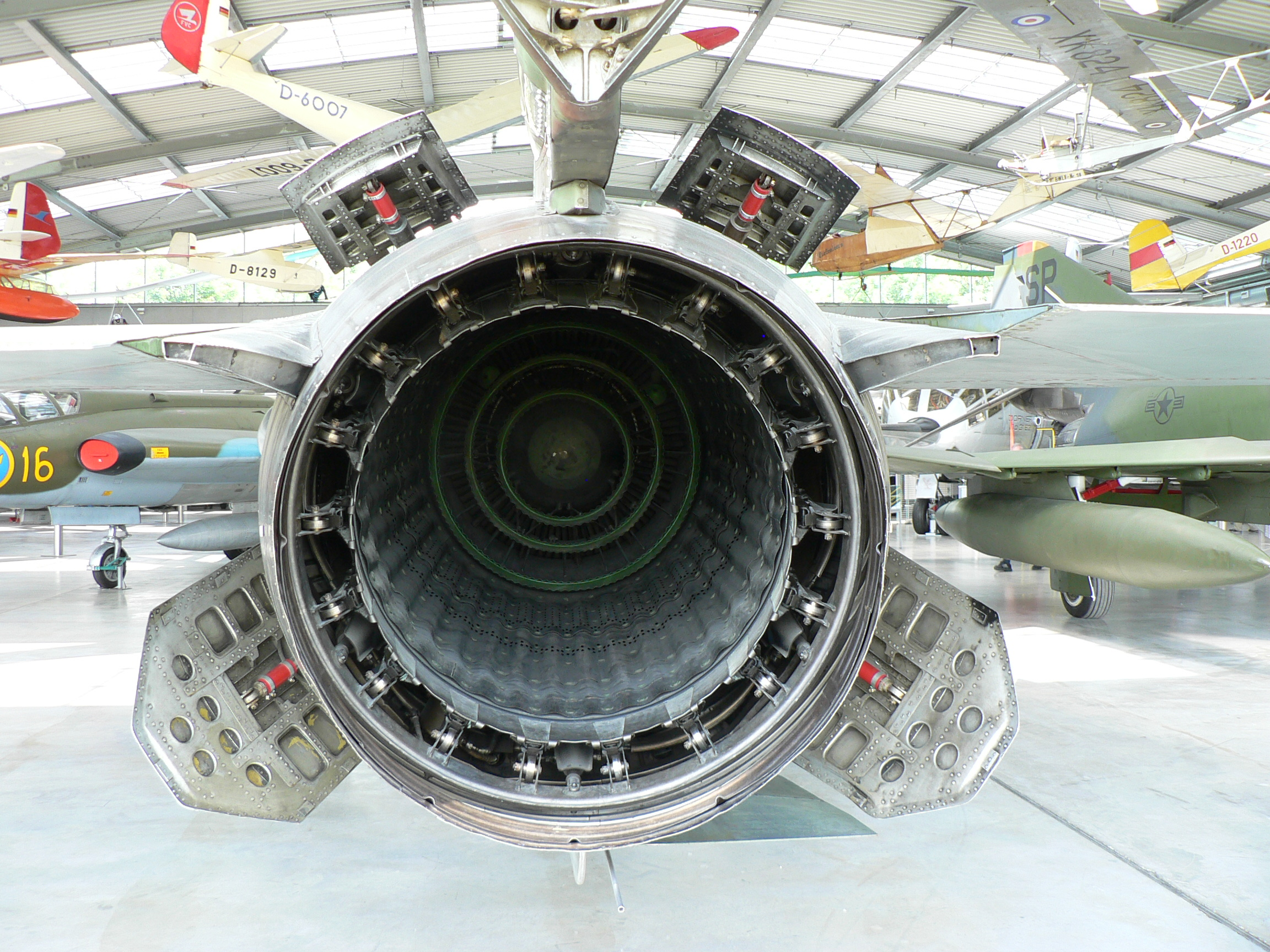
Vier remkleppen bij de uitlaat van een MiG-23.
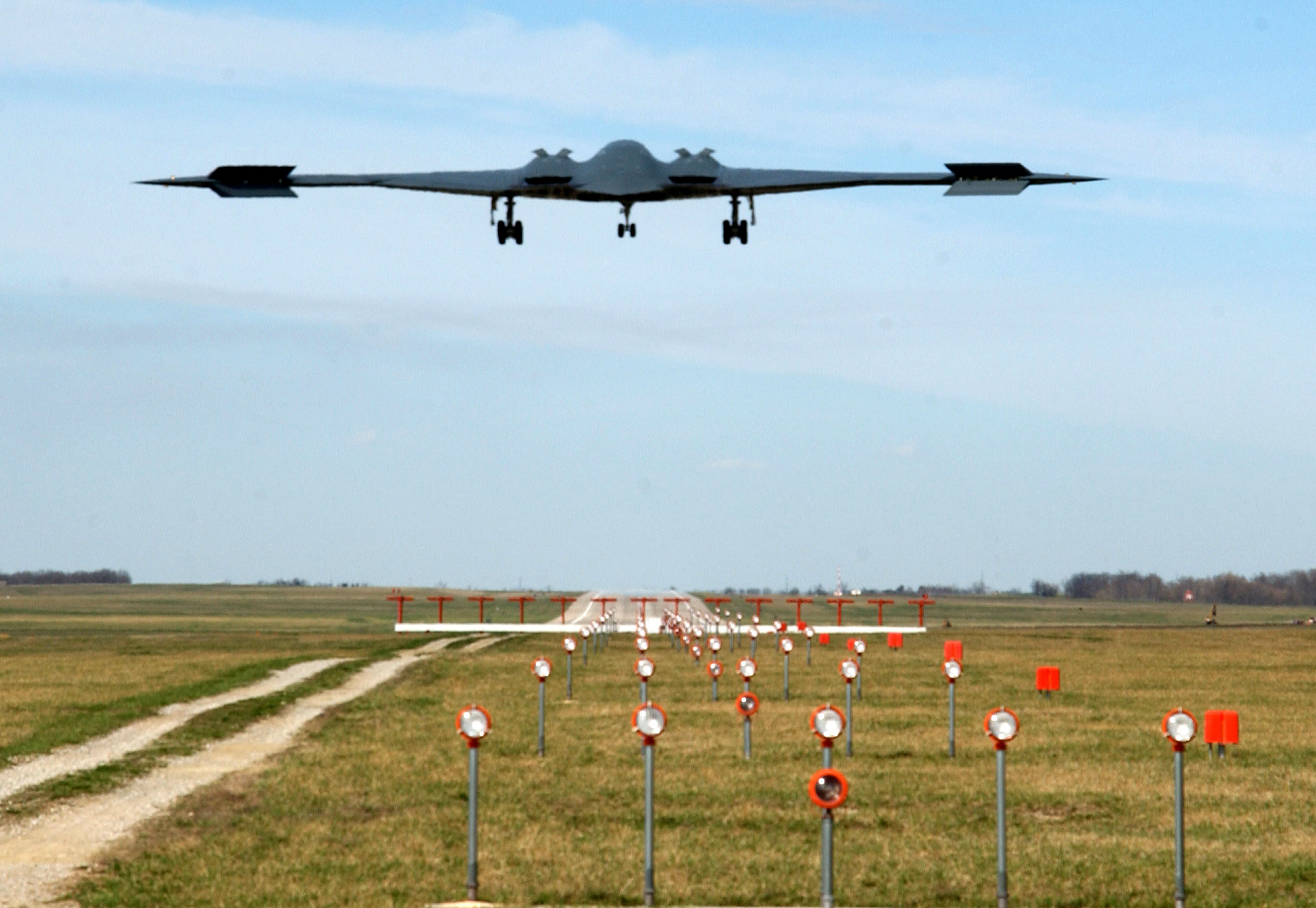
B-2 Spirit met splijtkleppen als remklep.
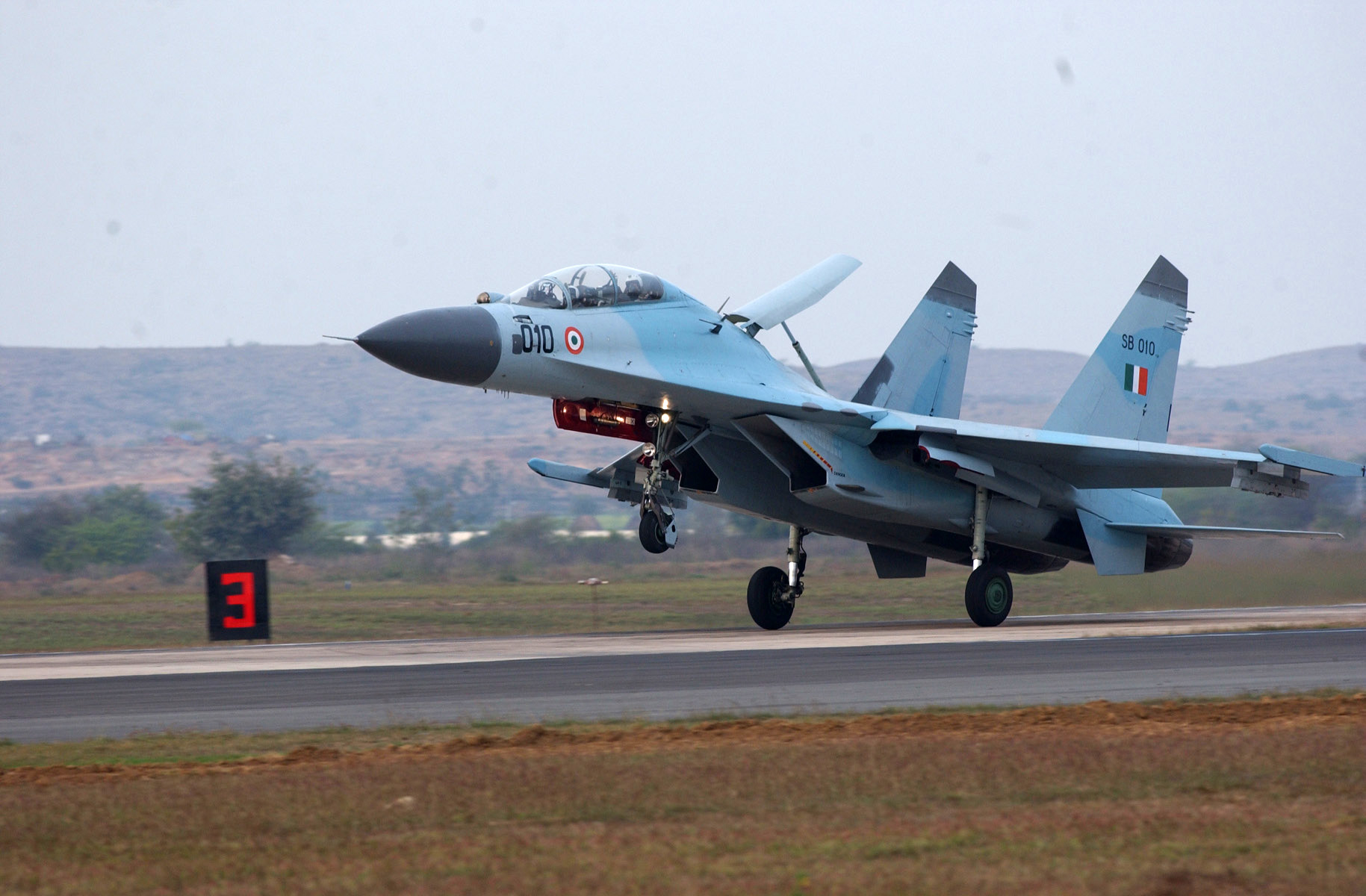
Soechoj Su-30K met remklep achter de cockpit.
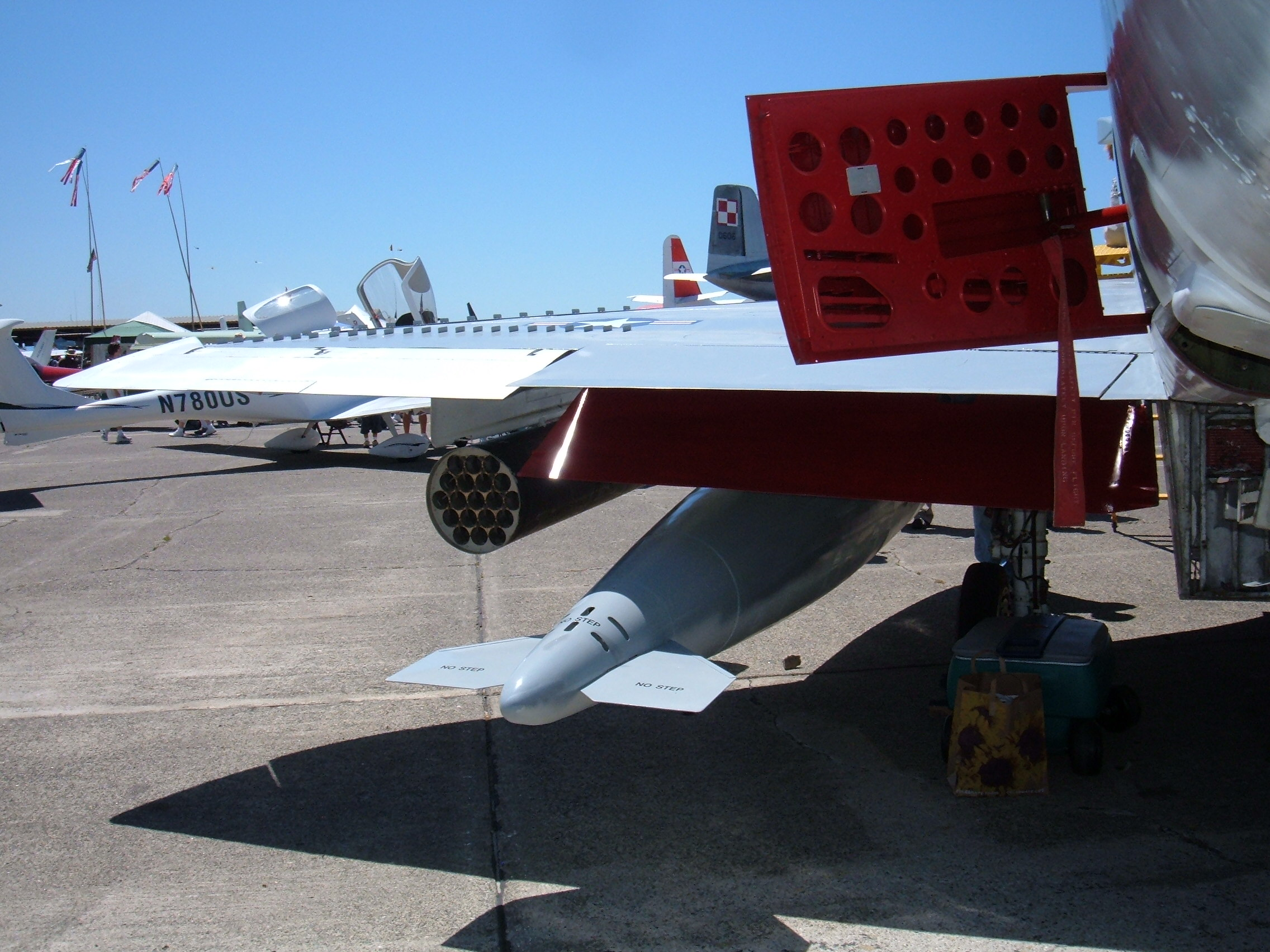
Remklep uitgeklapt op een A-4 Skyhawk
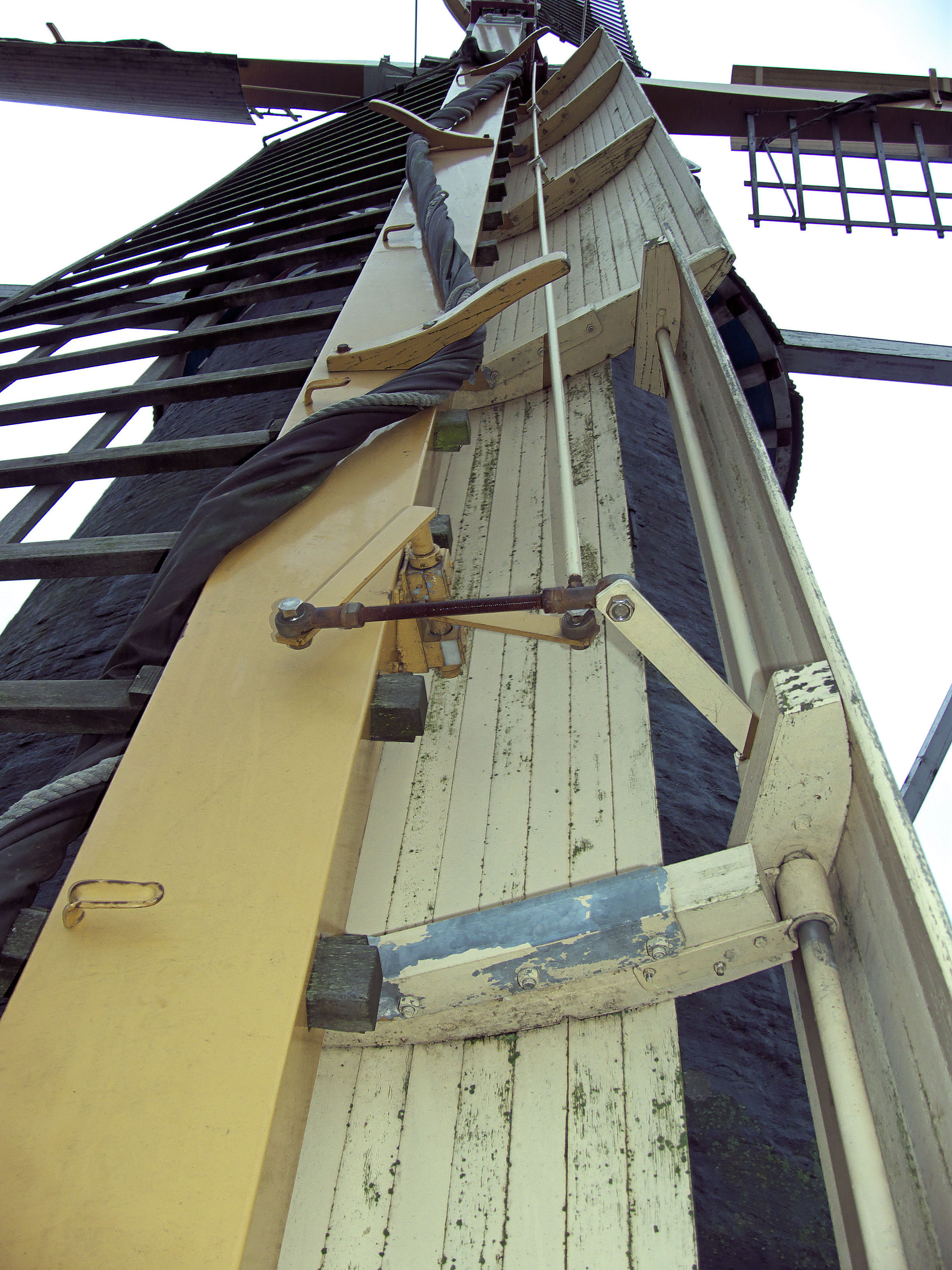
Uitgeklapte remklep op molen De Kroon